# Oktober 2011
Dit artikel geeft een chronologisch overzicht van belangrijke gebeurtenissen per dag in de maand oktober van het jaar 2011.

## Gebeurtenissen

### 1 oktober
- De coffeeshophouders in Maastricht houden voor het eerst de deur dicht voor buitenlanders die niet uit België of Duitsland komen om aan het gemeentebestuur laten zien dat ze bereid zijn te helpen bij de aanpak van overlast door drugstoeristen.
- In Lissabon en Porto gingen ruim honderdduizend Portugezen de straat op om tegen nieuwe, strenge bezuinigingen van de nieuw aangetreden regering te protesteren.[1]
- In Engeland zijn sigarettenautomaten vanaf vandaag verboden. Kroegen mogen de machines niet meer in huis hebben. Er staat een boete op van maximaal 2.500 pond.

### 2 oktober
- Het Scheepvaartmuseum heropent de deuren.

### 4 oktober
- De Italiaanstalige Wikipedia sluit twee dagen zijn deuren na een besluit van de gemeenschap. De website wordt geblokkeerd door de beheerders, als protest tegen paragraaf 29 van de zogenaamde "DDL intercettazioni" (Wiretapping Bill) van de Italiaanse regering. Op 6 oktober wordt de blokkering opgeheven.

### 7 oktober
- Ellen Johnson Sirleaf, Leymah Gbowee, en Tawakkul Karman krijgen samen de Nobelprijs voor de Vrede voor hun inspanningen ter verbetering van vrouwenrechten.

### 8 oktober
- De zwaarste overstromingen in Thailand in decennia dreigen de stad Bangkok onder water te zetten. In de afgelopen weken treft het natuurgeweld 53 provincies, maakt miljoenen mensen dakloos en eist 255 doden. (Lees verder)

### 10 oktober
- België en Frankrijk komen overeen Dexia, een Belgische bank, op te splitsen en deels te nationaliseren.

### 13 oktober
- Jigme Khesar Namgyel Wangchuk, de 31-jarige koning van Bhutan, treedt in het huwelijk met een 20-jarige studente.[2]

### 15 oktober
- Begin van de Occupy-protesten in Nederland.
- Het Nederlands honkbalteam behaalt in Panama-Stad voor de eerste keer in de geschiedenis de wereldtitel door Cuba met 2-1 te verslaan.

### 16-23 oktober
- Het Europees kampioenschap vrouwenboksen 2011 in Rotterdam. Het eerste internationale boksevenement in Nederland.

### 18 oktober
- Bij gevechten tussen het Filipijnse leger en de Islamitische afscheidingsbeweging MILF in Al-Barka, in de zuidelijke Filipijnse provincie Basilan worden minstens 19 soldaten en 6 rebellen gedood.

### 19 oktober
- De Thaise minister-president Yingluck Shinawatra verklaart dat haar regering geen controle meer heeft over de situatie rond de zware overstromingen in 53 provincies, die de afgelopen weken honderden doden hebben geëist en miljoenen mensen dakloos hebben gemaakt.

### 20 oktober
- In Spanje kondigt de terreurbeweging ETA aan definitief te stoppen met het gebruik van geweld.
- Geplande oplevering van het EYE Film Instituut Nederland aan de noordelijke IJ-oever.

### 21 oktober
- President Barack Obama kondigt aan dat alle Amerikaanse troepen voor het einde van 2011 uit Irak vertrekken. Na bijna 9 jaar zal de Irakoorlog voorbij zijn.
- De stad Sirte, de laatste Libische stad die in handen was van Moammar al-Qadhafi, valt in handen van de Nationale Overgangsraad. Qadhafi wordt gevangengenomen, maar overlijdt aan verwondingen opgelopen tijdens zijn gevangenneming.
- De Europese Ruimtevaartorganisatie lanceert Thijs en Natalia, de eerste twee satellieten van het toekomstige navigatiesysteem Galileo. Ook elke nog volgende satelliet zal worden vernoemd naar een kind uit een Europees land.

### 22 oktober
- Voor de tweede dag op rij moeten de bezoekers van de achtbaan Speed of Sound in Walibi Holland geëvacueerd worden ten gevolge van een storing.

### 23 oktober
- Het oosten van Turkije wordt getroffen door een zware aardbeving. Het epicentrum ligt bij de stad Van; er zouden 500 tot duizend doden zijn gevallen.

### 26 oktober
- De Boeing 787 Dreamliner maakt zijn eerste commerciële vlucht van Narita naar Hongkong.

### 27 oktober
- Het laatste zelfstandige postkantoor in Nederland, het hoofdpostkantoor aan de Neude in Utrecht, sluit definitief de deuren.

### 29 oktober
- Het Nederlandse mannenteam wordt wereldkampioen bridge.

### 30 oktober
- De allereerste Grand Prix Formule 1 van India zal worden gereden.

### 31 oktober
- De Palestijnse Autoriteit wordt toegelaten als volwaardig lid van UNESCO.
- De aarde telt, volgens de Verenigde Naties, vanaf vandaag officieel zeven miljard mensen.

## Overleden
<< · januari · februari · maart · april · mei · juni · juli · augustus · september · oktober · november · december · >>